# OSCAR (protocolo)
OSCAR é um protocolo de mensageiro instantâneo da AOL, significa Open System for CommunicAtion in Realtime (inglês para Sistema aberto para comunicação em tempo real). Apesar do seu nome, as especificações do protocolo são proprietárias.
OSCAR é utilizado pela AOL para os seus dois principais sistemas de mensagens instantâneas: ICQ e AIM. Grandes partes do protocolo são conhecidas e documentadas graças ao reverse-engineering implementado por um número crescente de clientes.
O iChat da Apple Inc. é o único cliente oficialmente não licenciado pela AOL.
O protocolo OSCAR trabalha na camada 7 do modelo OSI, a camada de Aplicação.